# Sinagoga de Novi Sad
La Sinagoga de Novi Sad (en serbio: Новосадска синагога/ Novosadska sinagoga) es una de las muchas instituciones culturales en Novi Sad, Serbia, que es la capital de la provincia serbia de Vojvodina. Situada en la calle Jevrejska (judía), en el centro de la ciudad, la sinagoga ha sido reconocida como un hito histórico.
La nueva sinagoga, la quinta que se erigió en el mismo lugar desde el siglo XVIII, se convirtió en un gran proyecto para toda la comunidad judía de Novi Sad, cuya construcción se inició en 1905 y se terminó en 1909.